# Parangitia guanacaste
Parangitia guanacaste är en fjärilsart som beskrevs av William Schaus 1911. Parangitia guanacaste ingår i släktet Parangitia och familjen nattflyn. Inga underarter finns listade i Catalogue of Life.